# Jos van Manen Pieters
Jos van Manen Pieters (Zaandam, 21 maart 1930 – Ede, 1 februari 2015) was een Nederlands schrijfster die vooral bekendheid genoot door haar christelijke familieromans.
Ze schreef een dertigtal boeken, waarin ze gevoelige onderwerpen als incest niet schuwde. Haar succesvolle romanreeks Tuinfluitertrilogie verscheen vanaf 1955 en is talloze malen herdrukt. In totaal werden er vier miljoen boeken van haar verkocht en in bibliotheken is zij nog steeds populair. Op haar 65ste (1995) besloot zij haar pen definitief neer te leggen.
Jos van Manen Pieters woonde in Ede. Na haar scheiding in 1973 verdween het streepje tussen Manen en Pieters uit haar naam.

## Prijzen
- Athos-prijs (1965)[1][2]